# پاتریک باتیستون
پاتریک باتیستون (به فرانسوی: Patrick Battiston) بازیکن فوتبال و مدافع اهل فرانسه است که از سال ۱۹۷۷ تا ۱۹۸۹ میلادی عضو تیم ملی فوتبال فرانسه بوده‌است. وی در ۵۶ بازی ملی حضور داشته است و در بازی‌های ملی‌اش ۳ گل به ثمر رساند.